# (915) Cosette
(915) Cosette es un asteroide que forma parte del cinturón de asteroides y fue descubierto por François Gonnessiat el 14 de diciembre de 1918 desde el observatorio de Argel-Bouzaréah, Argelia.

## Designación y nombre
Cosette recibió al principio la designación de 1918 b.
Posteriormente, fue nombrado en honor de una de las hijas del descubridor.

## Características orbitales
Cosette está situado a una distancia media del Sol de 2,228 ua, pudiendo acercarse hasta 1,917 ua. Su inclinación orbital es 5,546° y la excentricidad 0,1392. Emplea 1214 días en completar una órbita alrededor del Sol.
Cosette pertenece a la familia asteroidal de Flora.